# گوجه گل (گیاه)
گوجه گل (گیاه) (نام علمی: Prunus triloba) نام یک گونه از سرده پرونوس است.